# Charles-Antoine Cambon
Pour les articles homonymes, voir Cambon.
Charles Antoine Cambon, né le 1er floréal an X (21 avril 1802) à Paris 11e et mort le 20 octobre 1875 à Paris 3e, est un peintre décorateur d’opéra et de théâtre français.
Cambon a été le décorateur attitré des plus grands théâtres parisiens de son époque.

## Biographie
D’abord intéressé par l'aquarelle et le dessin à la sépia, Cambon devient l'élève de Ciceri. Dès 1820, il se consacre à la décoration et travaille pour le Théâtre-Lyrique, surtout dans des œuvres romantiques ou orientalistes (opéras et ballets), pour le Cirque-Olympique, le Grand Théâtre de Lyon, le théâtre municipal de Brest et l'opéra de Madrid.
À la fin des années 1820, il s'associe à Humanité-René Philastre, avec qui il travaille notamment pour l’opéra d’Anvers. Il s'associe ensuite avec un autre décorateur populaire, Joseph Thierry, principalement pour l’Opéra, l'Opéra-Comique et dans des exécutions pour le théâtre de l'Ambigu-Comique, ainsi que pour la réalisation de dessins de décors pour le Théâtre-Français, le théâtre de la Porte-Saint-Martin, le Cirque-Olympique et le théâtre des Bouffes-Parisiens. On peut citer de lui les décors de la Sylphide, de Zerline, du Corsaire, des Noces vénitiennes.
En 1828, il réalise la décoration de la nouvelle salle des concerts du théâtre d'Arras.
Spécialisé dans les décors architecturaux, Cambom a été actif à l'Opéra de Paris de 1833 à 1873. Il est l'un des décorateurs à y avoir œuvré le plus longtemps, à une époque où les productions étaient élaborées et spectaculaires. Jusqu'à sept décorateurs étaient parfois employés pour une production.
Parmi ses réalisations figurent Faust de Gounod, Le Prophète, la Reine de Saba, L'Africaine, Don Sébastien, Don Carlos, La Favorite, Guillaume Tell, Jeanne d’Arc, Robert le Diable, Hamlet, Les Huguenots, Don Juan, La Coupe du roi de Thulé, Les Sept merveilles du monde, La Reine de Chypre, La Fiancée d'Abydos d'Adrien Barthe, Griseldis ou les Cinq Sens d'Adolphe Adam…
Il a également travaillé avec des architectes pour les décors intérieurs de l’opéra de Gand, avec l’architecte Louis Roelandt, également le théâtre de Montbéliard, le théâtre Déjazet, le théâtre de Beaune, celui d’Angoulême, ou le théâtre de la La Flèche. Il a également réalisé, avec Philastre et son disciple Félix Cagé, le plafond du grand théâtre du Liceu de Barcelone, disparu dans l’incendie de 1861.
De son atelier sont sortis les principaux peintres en décors : Jules Chéret, Daran, Germain, Carpezat, ou encore Francesc Soler i Rovirosa (ca). Il a été lié avec toutes les célébrités contemporaines, notamment avec Balzac.
Charles-Antoine Cambon, qui a travaillé jusqu'à sa mort, repose au cimetière de Montmartre. La Revue de l'art français ancien et moderne le dit chevalier de la Légion d'honneur.

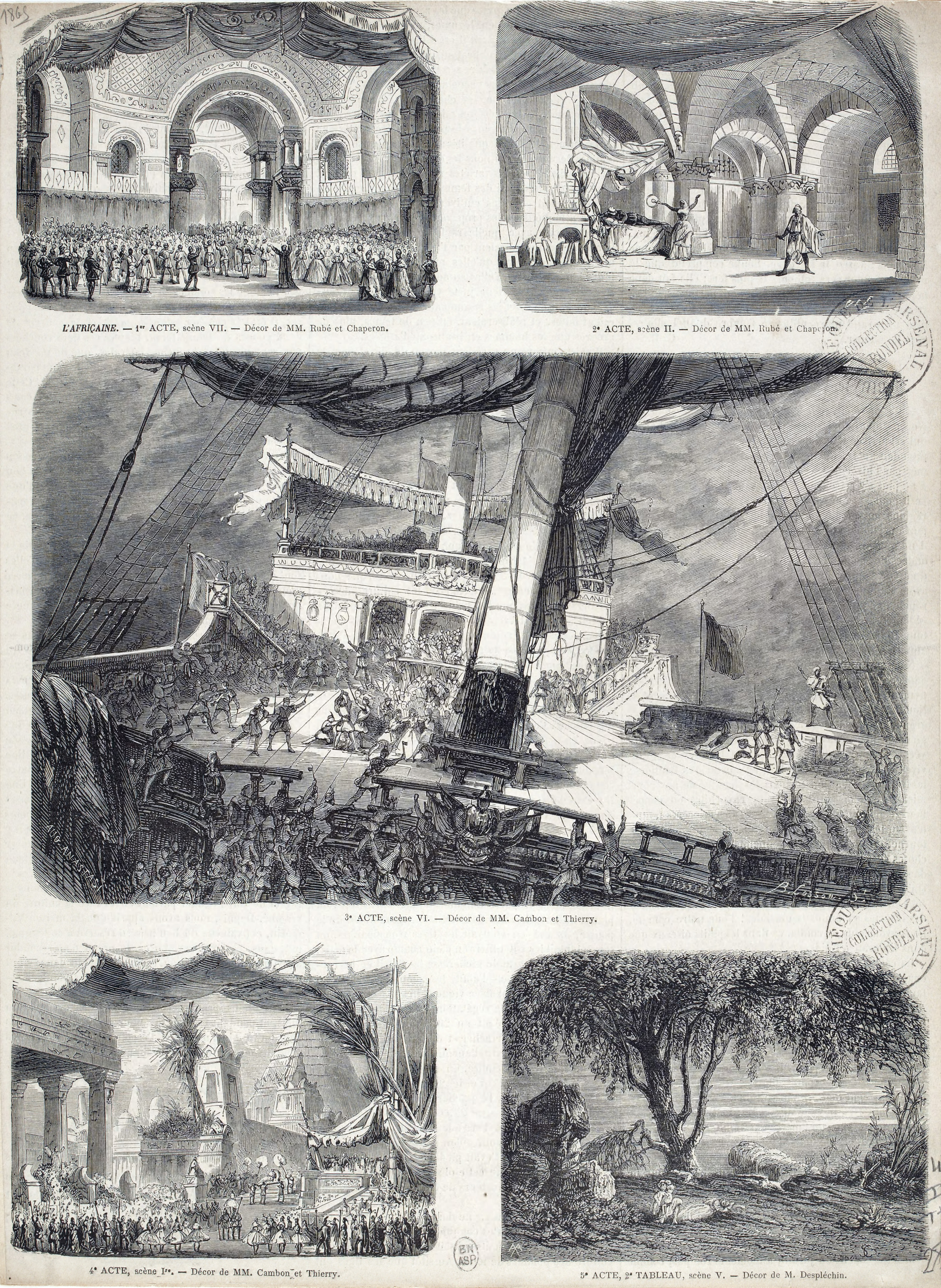
L'Africaine, 1865.
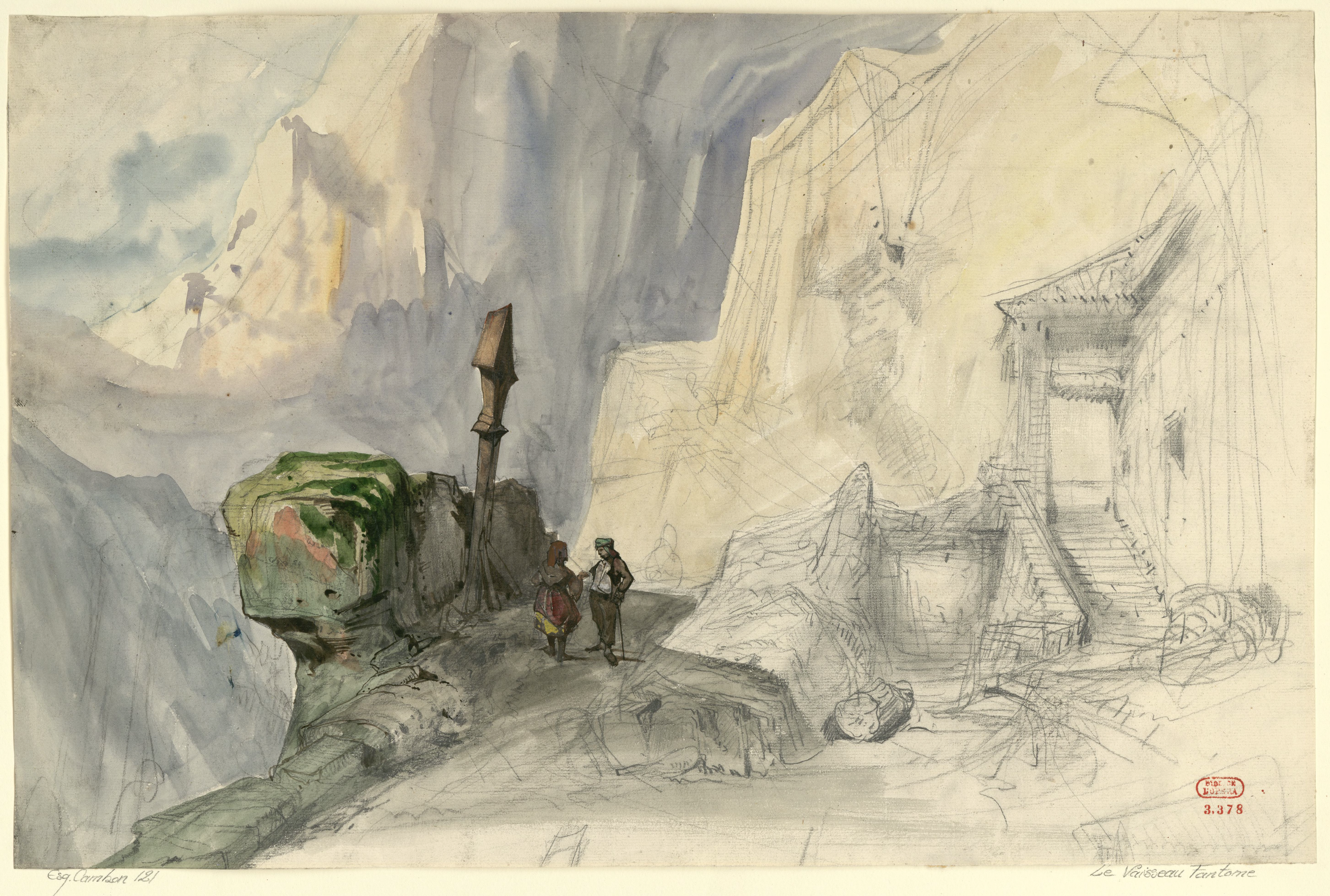
Le Vaisseau fantôme.
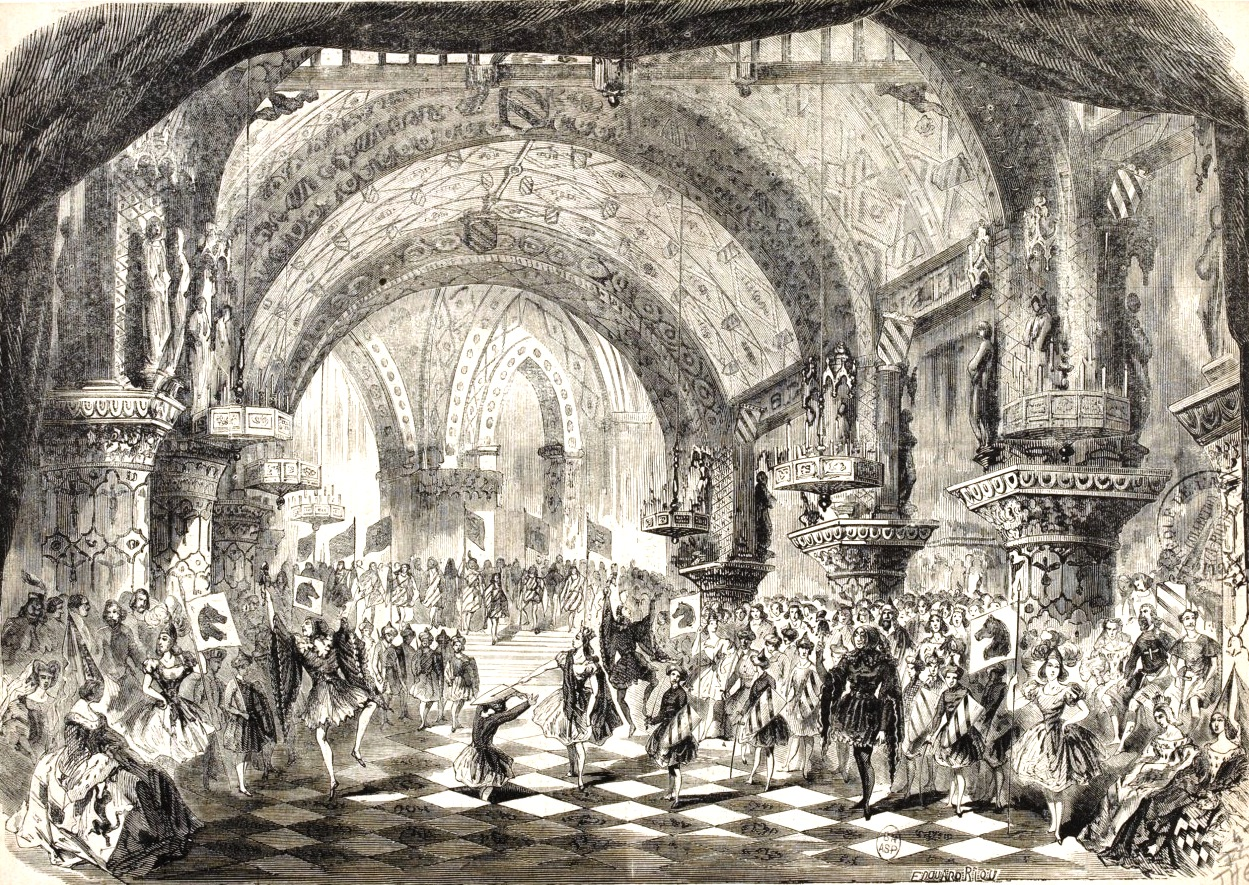
La Magicienne, acte 2.
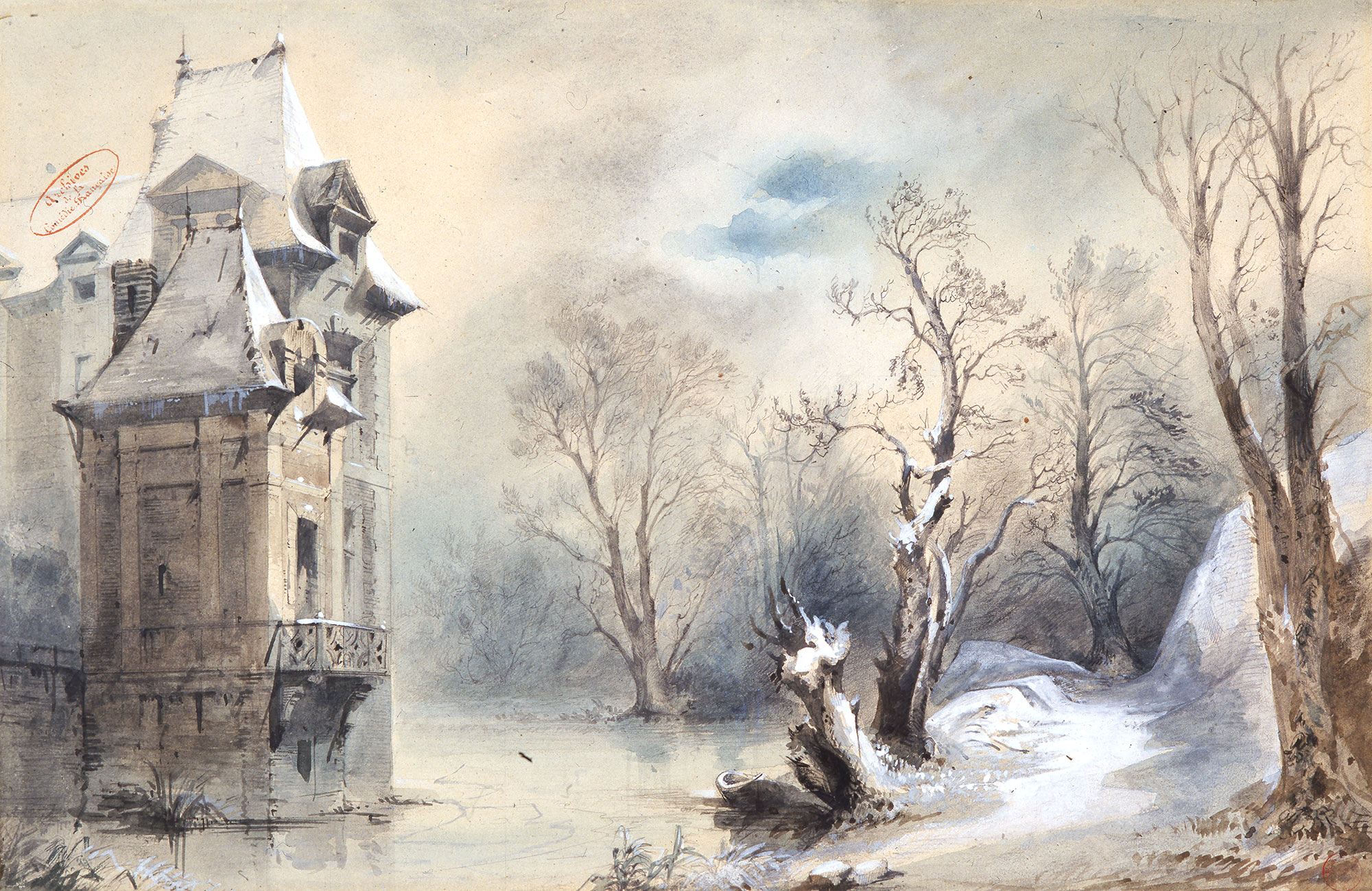
Une fille du régent, décor pour le Théâtre français, 1846.
La Reine de Chypre, acte 5, tableau 2.
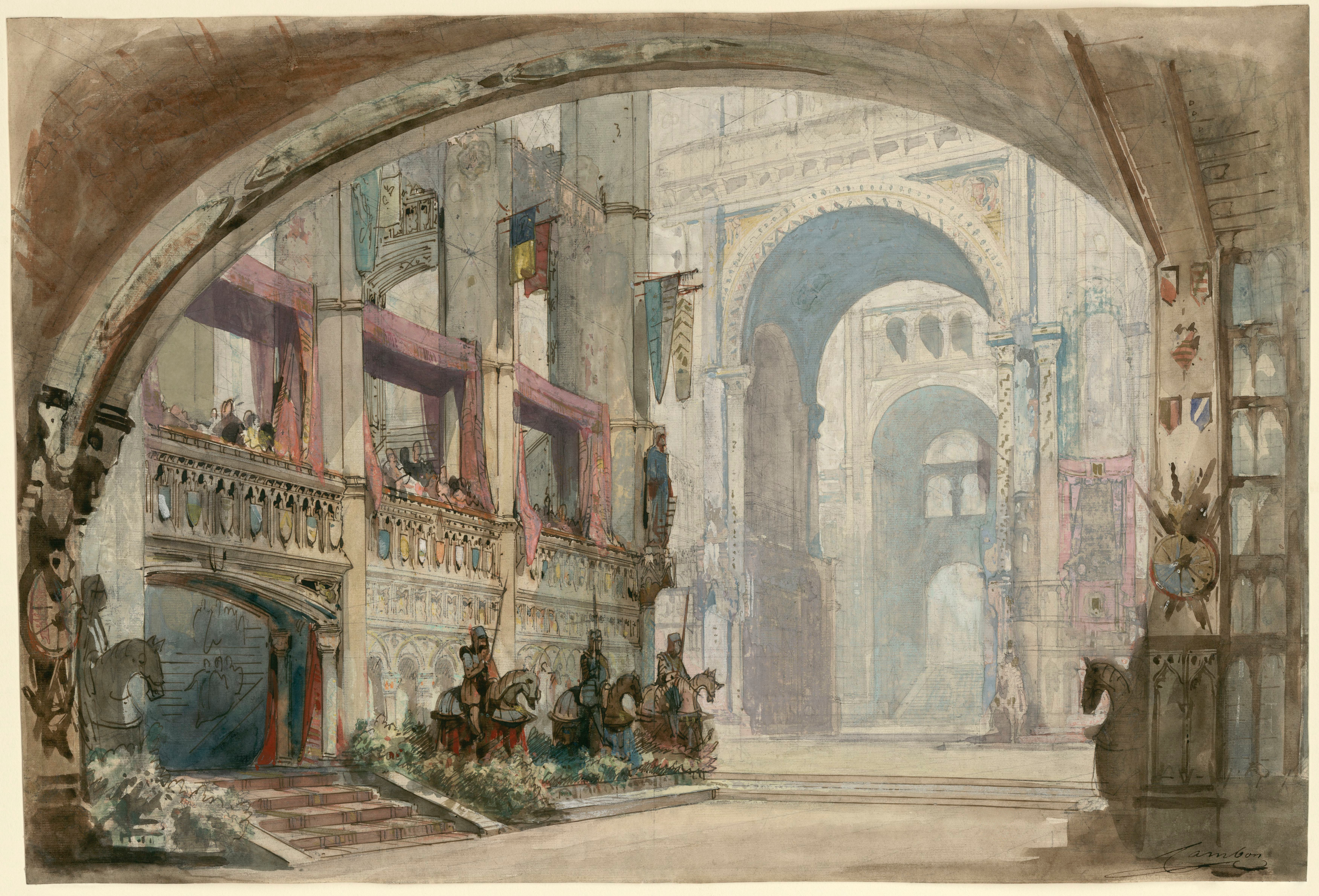
Robert Bruce, de Gioachino Rossini, acte III, scène 3 (La draperie s'ouvre découvrant le rempart de la forteresse), étude, 1846.
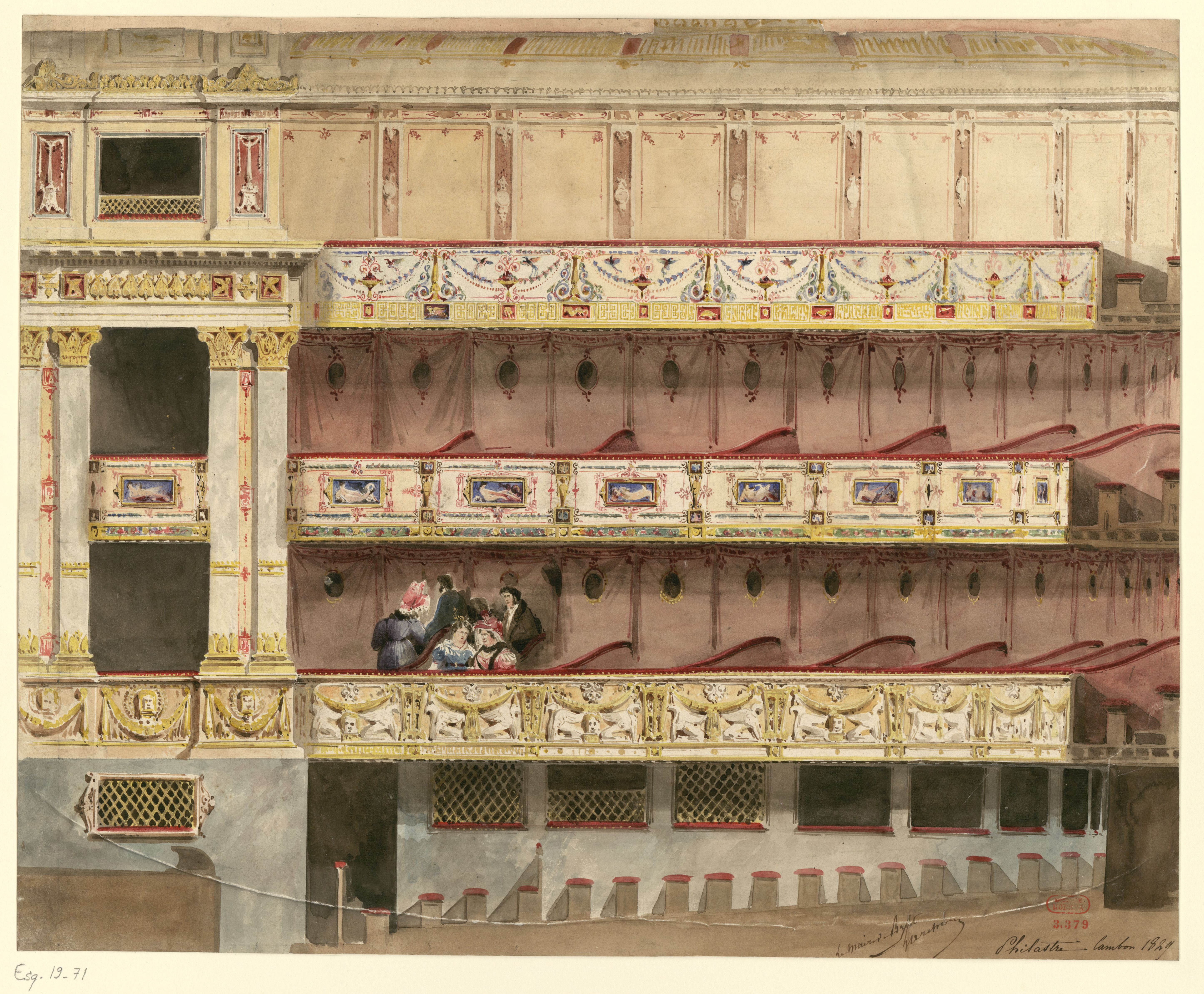
Coupe de la salle du théâtre de Brest, 1829.
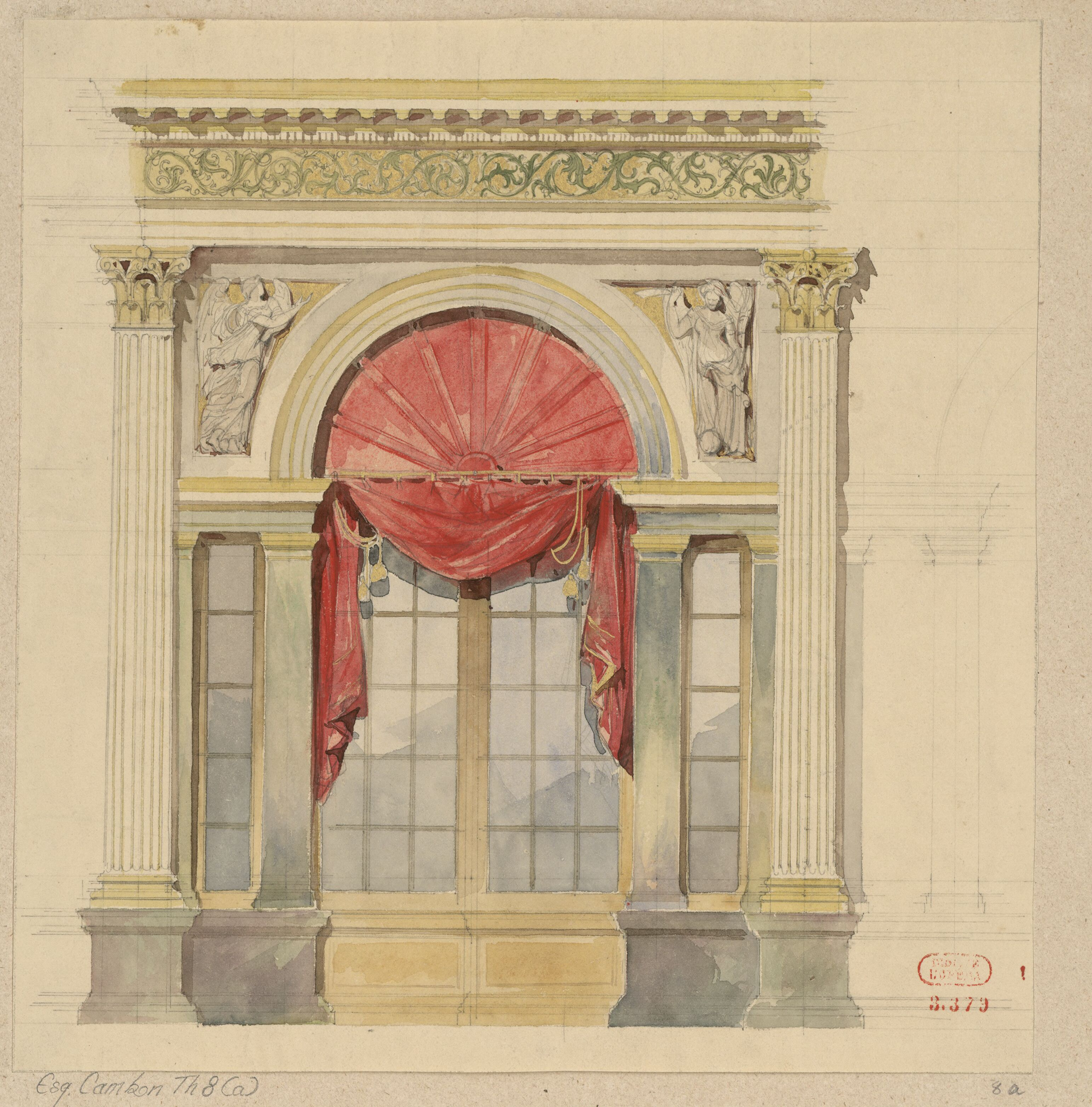
Esquisse de décoration.
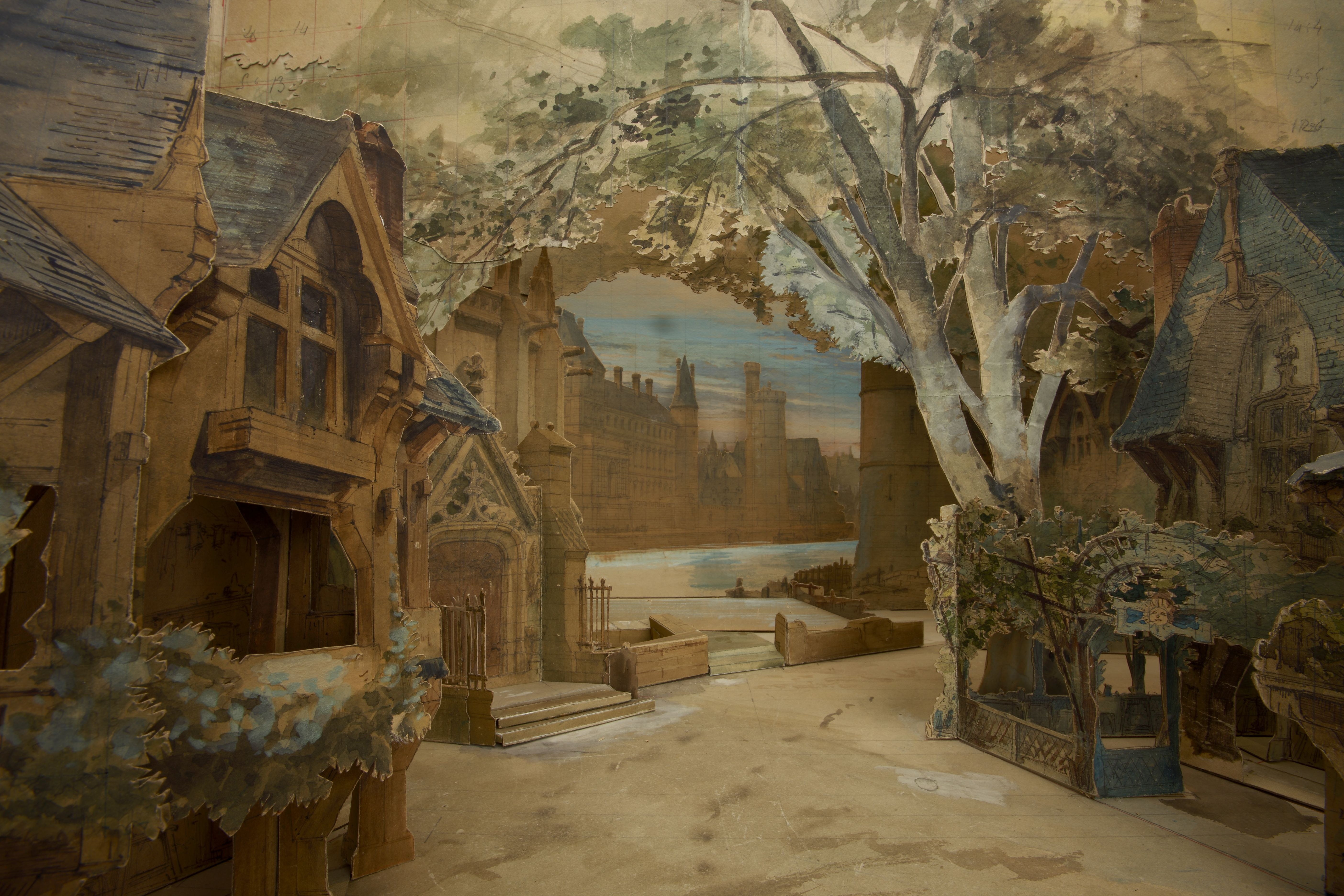
Maquette pour l'acte III des Huguenots de Meyerbeer.

## Iconographie
- Charles Antoine Cambon (1802-1875), décorateur, « Le palais des doges : Les Burgades, partie II », sur BNF, Bibliothèque-musée de l'Opéra, ESQ 19 Cambon, 1843 (consulté le 8 mars 2025).